# Малёвка (село, Богородицкий район)
Малёвка — село в Богородицком районе Тульской области России.
В рамках административно-территориального устройства является центром Малевского сельского округа Богородицкого района, в рамках организации местного самоуправления включается в  Бахметьевское сельское поселение.

## География
Расположено на реке Малёвка, в 19 км к юго-востоку от города Богородицка.

## Население
| 2002 | 2010 |
| ---- | ---- |
| 443  | ↘343 |